# Jablan (Chorwacja)
Jablan – wieś w Chorwacji, w żupanii primorsko-gorskiej, w mieście Vrbovsko. W 2011 roku liczyła 209 mieszkańców.